# Vụ chìm tàu Hải Thành 26
Tàu Hải Thành 26-BLC là một tàu vận tải biển, có trọng tải trên 3 nghìn tấn, thuộc Công ty tránh nhiệm hữu hạn thương mại vận tải biển Phương Thịnh. Vào khoảng 23h55 phút ngày 27 tháng 3 năm 2017, tàu Hải Thành 26 chở clinker từ Hải Phòng đi Cần Thơ, khi đến vùng biển cách Vũng Tàu 44 hải lý về phía Đông đã va chạm với tàu Petrolimex 14 khiến tàu chìm. Thuyền trưởng và một thuyền viên được cứu sống, 9 người mất tích.

## Tai nạn
Lúc 00 giờ 15 ngày 28 tháng 3 năm 2017, tại tọa độ 10021'N-107049'E, cách Đông Nam La Gi (Bình Thuận) khoảng 9 hải lý và cách Đông Đông Bắc Mũi Nghinh Phong (Vũng Tàu, Bà Rịa – Vũng Tàu) khoảng 44 hải lý, tàu Petrolimex 14 đâm vào tàu Hải Thành 26, sau khi đâm va tàu Petrolimex 14 quay lại tìm kiếm và phát hiện 1 phao bè trên có 2 thuyền viên của tàu vận tải Hải Thành 26, còn 9 thuyền viên vẫn mất tích. Đến 6 giờ 45 ngày 28 tháng 3, Văn phòng Ủy ban Quốc gia tìm kiếm cứu nạn nhận được thông tin từ Trung tâm Phối hợp Tìm kiếm cứu nạn Hàng hải Việt Nam về tai nạn này và ngay sau đó đã phát thông báo hàng hải, thông báo cho các phương tiện hoạt động gần khu vực phương tiện bị nạn có biện pháp hỗ trợ tìm kiếm, cứu nạn sau đó điều 2 tàu tìm kiếm cứu nạn là SAR-413 và SAR-272 đi cứu nạn khẩn cấp. Văn phòng Ủy ban Quốc gia tìm kiếm cứu nạn thông báo cho các đơn vị gần khu vực xảy ra tai nạn hỗ trợ tìm kiếm, cứu nạn.
Chiều 30 tháng 3, tìm thấy thi thể đại phó tàu Hải Thành 26 Lương Văn Quỳnh đang trôi dạt trên biển gần khu vực tàu chìm. Lực lượng cứu nạn đã mở rộng phạm vi tìm kiếm hơn 300 hải lý vuông, gồm các tàu Cảnh sát biển Việt Nam, Hải quân Việt Nam, Bộ đội Biên phòng Việt Nam, Trung tâm Phối hợp tìm kiếm Cứu nạn Hàng hải khu vực III cùng nhiều tàu cá ngư dân. Tàu Visal 08 cùng đội thợ lặn gồm 8 người đã đến hiện trường phối hợp với các lực lượng để xác định vị trí xác tàu chìm, tổ chức lặn tiếp cận.
8 giờ 54 ngày 31 tháng 3, tàu SAR-413 đã vớt thêm 1 thuyền viên tàu Hải Thành 26, tại vị trí: 10019'300N-107043'950E (cách vị trí xác tàu khoảng 3.2 hải lý về phía Tây Tây Nam). Thi thể là thợ máy là Ninh Văn Quỳnh, sinh năm 1989, quê quán Hải Dương. Đến 13 giờ 30, tàu SAR-272 báo lực lượng thợ lặn đã phát hiện thêm thi thể của thủy thủ Mai Văn Dương, sinh năm 1994, quê quán Thanh Hóa bên trong xác tàu Hải Thành 26, tại Phòng số 2, mạn phải tàu. Lúc 15 giờ 30, thợ lặn đã phát hiện thêm 2 thi thể bên trong xác tàu. Xác nhận hai thi thể trên là Vũ Thế Kiên, sinh năm 1980, sĩ quan máy và thi thể thứ hai là Nguyễn Trường Đại, sinh năm 1982, thủy thủ.
Đến sáng 1 tháng 4, Ba thuyền viên cuối cùng được lực lượng cứu hộ tìm thấy bị kẹt trong tàu Hải Thành 26-BLC, nhận dạng sơ bộ là Nguyễn Viết Duy (thủy thủ), Lê Văn Ba (thợ máy) và Nguyễn Trường Đại (thủy thủ). 10 giờ, tàu SAR-413 (chỉ huy hiện trường) tuyên bố kết thúc công tác tìm kiếm cứu nạn và yêu cầu các lực lượng phương tiện tham gia tìm kiếm cứu nạn tại hiện trường quay về căn cứ.

## Điều tra tai nạn
Cục Hàng hải Việt Nam đã có văn bản giao Cảng vụ hàng hải Vũng Tàu chủ trì thu thập chứng cứ, điều tra nguyên nhân của vụ việc. Tàu Petrolimex 14 buộc phải neo tại Vũng Tàu nhằm phục vụ công tác điều tra.
Ngày 3/4, Văn phòng Chính phủ cho hay Thủ tướng có văn bản yêu cầu Bộ Công an làm rõ trách nhiệm của tàu Petrolimex 14 trong việc không cứu nạn sau khi xảy ra va chạm với tàu Hải Thành 26.
Tàu Petrolimex 14 không ứng cứu ngay tàu Hải Thành 26, mà chỉ làm việc này khi được Trung tâm phối hợp tìm kiếm cứu nạn Hàng hải Việt Nam (MRCC) điều động đi cứu hộ. Theo đó, khoảng 4h37 phút ngày 28.3, cơ quan này nhận được tín hiệu báo nạn từ phao EPIRB của tàu Hải Thành 26 tại vị trí 10,18 độ vĩ Bắc - 107,45 độ kinh Đông, trên vùng biển cách Vũng Tàu khoảng 44 hải lý về phía đông. Ngay sau đó, MRCC đã điều động tàu Pettrolimex 14 đang hoạt động cách đó khoảng 4,5 hải lý đến ngay vị trí báo nạn.
Tại cuộc họp báo tại Bộ Giao thông vận tải (GTVT) chiều 5/4, ông Nguyễn Xuân Sang - Cục trưởng Cục Hàng hải Việt Nam - cho biết: "Kết quả điều tra sơ bộ cho thấy không có dấu hiệu tàu Petrolimex 14 bỏ chạy, vì với tốc độ trung bình 10,2 hải lý/h thì từ lúc va chạm tới lúc nhận báo nạn, tàu Petrolimex sẽ phải chạy được khoảng 40-50 hải lý, chứ không phải 4,5 hải lý".

## Hỗ trợ tài chính
Để chia sẻ mất mát với gia đình người nhà nạn nhân, Công ty cổ phần xăng dầu Vitaco hỗ trợ mỗi gia đình có người thân bị mất là 100 triệu đồng, người bị thương là 50 triệu đồng".

## Danh sách thuyền viên
| STT | Họ & Tên          | Năm sinh | Quê quán  | Chức danh     |
| --- | ----------------- | -------- | --------- | ------------- |
| 1   | Nguyễn Viết Thắng |          |           | Thuyền trưởng |
| 2   | Lương Văn Quỳnh   | 1985     | Hải Phòng | Đại phó       |
| 3   | Hoàng Tiến Khôi   |          |           | Sĩ quan bong  |
| 4   | Phạm Hữu Thược    |          |           | Máy trưởng    |
| 5   | Vũ Thế Kiên       | 1980     |           | Sĩ quan máy   |
| 6   | Lê Văn Ba         |          |           | Thợ máy       |
| 7   | Ninh Văn Quỳnh    | 1989     | Hải Dương | Thợ máy       |
| 8   | Nguyễn Viết Duy   |          |           | Thủy thủ      |
| 9   | Mai Văn Dương     | 1994     | Thanh Hóa | Thủy thủ      |
| 10  | Nguyễn Trường Đại | 1982     |           | Thủy thủ      |
| 11  | Nguyễn Văn Khuyên |          |           | Bếp           |